# Peniche
|  | No s'ha de confondre amb Péniche (barcassa). |

Peniche és un municipi portuguès a la regió del Centre i a la Subregió de l'Oeste. L'any 2004 tenia 28.164 habitants. Es divideix en 6 freguesias. Limita a l'est amb Óbidos, al sud amb Lourinhã i al nord i oest amb l'oceà Atlàntic.

## Població
| Població del concelho de Peniche (1801 – 2004) | Població del concelho de Peniche (1801 – 2004) | Població del concelho de Peniche (1801 – 2004) | Població del concelho de Peniche (1801 – 2004) | Població del concelho de Peniche (1801 – 2004) | Població del concelho de Peniche (1801 – 2004) | Població del concelho de Peniche (1801 – 2004) | Població del concelho de Peniche (1801 – 2004) | Població del concelho de Peniche (1801 – 2004) |
| ---------------------------------------------- | ---------------------------------------------- | ---------------------------------------------- | ---------------------------------------------- | ---------------------------------------------- | ---------------------------------------------- | ---------------------------------------------- | ---------------------------------------------- | ---------------------------------------------- |
| 1801                                           | 1849                                           | 1900                                           | 1930                                           | 1960                                           | 1981                                           | 1991                                           | 2001                                           | 2004                                           |
| 2460                                           | 5953                                           | 8199                                           | 16019                                          | 22200                                          | 25627                                          | 25880                                          | 27315                                          | 28164                                          |

## Freguesies
- A la ciutat de Peniche:
  - Ajuda (Peniche)
  - Conceição (Peniche)

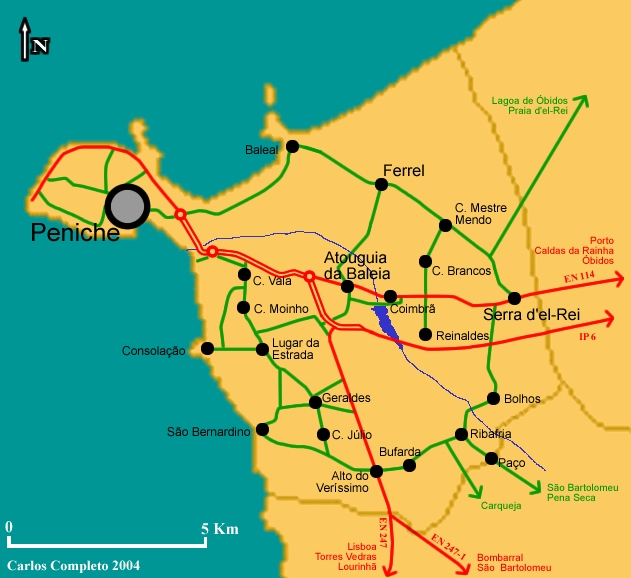
Mapa del concelho de Peniche

  - São Pedro (Peniche) (inclou l'arxipèlag de Berlengas)
- A al resta del concelho:
  - Atouguia da Baleia
  - Ferrel
  - Serra d'El-Rei